# Cerevaha, Manevîci
Cerevaha (în ucraineană Череваха) este localitatea de reședință a comunei Cerevaha din raionul Manevîci, regiunea Volînia, Ucraina.

## Demografie
Componența lingvistică a localității Cerevaha
     Ucraineană (99,4%)
     Alte limbi (0,6%)
Conform recensământului din 2001, majoritatea populației localității Cerevaha era vorbitoare de ucraineană (99,4%), existând în minoritate și vorbitori de alte limbi.